# Grand Prix Formule 1 van Rusland 2020
De Grand Prix Formule 1 van Rusland 2020 werd verreden op 27 september 2020 op het Sochi Autodrom in Sotsji. Het was vanwege de coronapandemie de tiende race van het aangepaste kampioenschap.

## Vrije trainingen

### Uitslagen
- Enkel de top vijf wordt weergegeven.

| Vrije training 1 | Pos. | Nr. | Coureur          | Constructeur              | Tijd     |
| ---------------- | ---- | --- | ---------------- | ------------------------- | -------- |
| Vrije training 1 | 1    | 77  | Valtteri Bottas  | Mercedes                  | 1:34.923 |
| Vrije training 1 | 2    | 3   | Daniel Ricciardo | Renault                   | 1:35.430 |
| Vrije training 1 | 3    | 33  | Max Verstappen   | Red Bull-Honda            | 1:35.577 |
| Vrije training 1 | 4    | 11  | Sergio Pérez     | Racing Point-BWT Mercedes | 1:35.796 |
| Vrije training 1 | 5    | 18  | Lance Stroll     | Racing Point-BWT Mercedes | 1:35.965 |
| Vrije training 2 | Pos. | Nr. | Coureur          | Constructeur              | Tijd     |
| Vrije training 2 | 1    | 77  | Valtteri Bottas  | Mercedes                  | 1:33.519 |
| Vrije training 2 | 2    | 44  | Lewis Hamilton   | Mercedes                  | 1:33.786 |
| Vrije training 2 | 3    | 3   | Daniel Ricciardo | Renault                   | 1:34.577 |
| Vrije training 2 | 4    | 55  | Carlos Sainz jr. | McLaren-Renault           | 1:34.723 |
| Vrije training 2 | 5    | 4   | Lando Norris     | McLaren-Renault           | 1:34.847 |
| Vrije training 3 | Pos. | Nr. | Coureur          | Constructeur              | Tijd     |
| Vrije training 3 | 1    | 44  | Lewis Hamilton   | Mercedes                  | 1:33.279 |
| Vrije training 3 | 2    | 77  | Valtteri Bottas  | Mercedes                  | 1:34.055 |
| Vrije training 3 | 3    | 55  | Carlos Sainz jr. | McLaren-Renault           | 1:34.096 |
| Vrije training 3 | 4    | 31  | Esteban Ocon     | Renault                   | 1:34.239 |
| Vrije training 3 | 5    | 11  | Sergio Pérez     | Racing Point-BWT Mercedes | 1:34.252 |

## Kwalificatie
| Pos.                   | Nr. | Coureur            | Constructeur              | Kwalificatietijden | Kwalificatietijden | Kwalificatietijden | Grid |
| Pos.                   | Nr. | Coureur            | Constructeur              | Q1                 | Q2                 | Q3                 | Grid |
| ---------------------- | --- | ------------------ | ------------------------- | ------------------ | ------------------ | ------------------ | ---- |
| 1                      | 44  | Lewis Hamilton     | Mercedes                  | 1:32.983           | 1:32.835           | 1:31.304           | 1    |
| 2                      | 33  | Max Verstappen     | Red Bull-Honda            | 1:33.630           | 1:33.157           | 1:31.867           | 2    |
| 3                      | 77  | Valtteri Bottas    | Mercedes                  | 1:32.656           | 1:32.405           | 1:31.956           | 3    |
| 4                      | 11  | Sergio Pérez       | Racing Point-BWT Mercedes | 1:33.704           | 1:33.038           | 1:32.317           | 4    |
| 5                      | 3   | Daniel Ricciardo   | Renault                   | 1:33.650           | 1:32.218           | 1:32.364           | 5    |
| 6                      | 55  | Carlos Sainz jr.   | McLaren-Renault           | 1:33.967           | 1:32.757           | 1:32.550           | 6    |
| 7                      | 31  | Esteban Ocon       | Renault                   | 1:33.557           | 1:33.196           | 1:32.624           | 7    |
| 8                      | 4   | Lando Norris       | McLaren-Renault           | 1:33.804           | 1:33.081           | 1:32.847           | 8    |
| 9                      | 10  | Pierre Gasly       | AlphaTauri-Honda          | 1:33.734           | 1:33.139           | 1:33.000           | 9    |
| 10                     | 23  | Alexander Albon    | Red Bull-Honda            | 1:33.919           | 1:33.153           | 1:33.008           | 15 * |
| 11                     | 16  | Charles Leclerc    | Ferrari                   | 1:34.071           | 1:33.239           |                    | 10   |
| 12                     | 26  | Daniil Kvjat       | AlphaTauri-Honda          | 1:33.511           | 1:33.249           |                    | 11   |
| 13                     | 18  | Lance Stroll       | Racing Point-BWT Mercedes | 1:33.852           | 1:33.364           |                    | 12   |
| 14                     | 63  | George Russell     | Williams-Mercedes         | 1:34.020           | 1:33.583           |                    | 13   |
| 15                     | 5   | Sebastian Vettel   | Ferrari                   | 1:34.134           | 1:33.609           |                    | 14   |
| 16                     | 8   | Romain Grosjean    | Haas-Ferrari              | 1:34.592           |                    |                    | 16   |
| 17                     | 99  | Antonio Giovinazzi | Alfa Romeo-Ferrari        | 1:34.594           |                    |                    | 17   |
| 18                     | 20  | Kevin Magnussen    | Haas-Ferrari              | 1:34.681           |                    |                    | 18   |
| 19                     | 6   | Nicholas Latifi    | Williams-Mercedes         | 1:35.066           |                    |                    | 20 * |
| 20                     | 7   | Kimi Räikkönen     | Alfa Romeo-Ferrari        | 1:35.267           |                    |                    | 19   |
| Q1 107% tijd: 1:39.141 |     |                    |                           |                    |                    |                    |      |

* Alexander Albon en Nicholas Latifi ontvingen allebei een gridstraf van vijf plaatsen voor het ongeoorloofd vervangen van de versnellingsbak.

## Wedstrijd
| Pos.  | Nr. | Coureur            | Constructeur              | Rondes | Tijd / Oorzaak uitval | Grid | Punten |
| ----- | --- | ------------------ | ------------------------- | ------ | --------------------- | ---- | ------ |
| 1     | 77  | Valtteri Bottas    | Mercedes                  | 53     | 1:34:00.364           | 3    | 26S    |
| 2     | 33  | Max Verstappen     | Red Bull-Honda            | 53     | +7.729                | 2    | 18     |
| 3     | 44  | Lewis Hamilton     | Mercedes                  | 53     | +22.729               | 1    | 15     |
| 4     | 11  | Sergio Pérez       | Racing Point-BWT Mercedes | 53     | +30.558               | 4    | 12     |
| 5     | 3   | Daniel Ricciardo   | Renault                   | 53     | +52.065               | 5    | 10     |
| 6     | 16  | Charles Leclerc    | Ferrari                   | 53     | +1:02.186             | 10   | 8      |
| 7     | 31  | Esteban Ocon       | Renault                   | 53     | +1:08.006             | 7    | 6      |
| 8     | 26  | Daniil Kvjat       | AlphaTauri-Honda          | 53     | +1:08.740             | 11   | 4      |
| 9     | 10  | Pierre Gasly       | AlphaTauri-Honda          | 53     | +1:29.766             | 9    | 2      |
| 10    | 23  | Alexander Albon    | Red Bull-Honda            | 53     | +1:37.860             | 15   | 1      |
| 11    | 99  | Antonio Giovinazzi | Alfa Romeo-Ferrari        | 52     | +1 ronde              | 17   |        |
| 12    | 20  | Kevin Magnussen    | Haas-Ferrari              | 52     | +1 ronde              | 18   |        |
| 13    | 5   | Sebastian Vettel   | Ferrari                   | 52     | +1 ronde              | 14   |        |
| 14    | 7   | Kimi Räikkönen     | Alfa Romeo-Ferrari        | 52     | +1 ronde              | 19   |        |
| 15    | 4   | Lando Norris       | McLaren-Renault           | 52     | +1 ronde              | 8    |        |
| 16    | 6   | Nicholas Latifi    | Williams-Mercedes         | 52     | +1 ronde              | 20   |        |
| 17    | 8   | Romain Grosjean    | Haas-Ferrari              | 52     | +1 ronde              | 16   |        |
| 18    | 63  | George Russell     | Williams-Mercedes         | 52     | +1 ronde              | 13   |        |
| DNF   | 55  | Carlos Sainz jr.   | McLaren-Renault           | 0      | Ongeluk               | 6    |        |
| DNF   | 18  | Lance Stroll       | Racing Point-BWT Mercedes | 0      | Botsing               | 12   |        |
| Bron: |     |                    |                           |        |                       |      |        |

S Valtteri Bottas behaalde een extra punt voor het rijden van de snelste ronde.

## Tussenstanden wereldkampioenschap
Betreft tussenstanden voor het wereldkampioenschap na afloop van de race.

### Coureurs
| Pos. | Nr. | Coureur          | Constructeur              | Punten |
| ---- | --- | ---------------- | ------------------------- | ------ |
| 1    | 44  | Lewis Hamilton   | Mercedes                  | 205    |
| 2    | 77  | Valtteri Bottas  | Mercedes                  | 161    |
| 3    | 33  | Max Verstappen   | Red Bull-Honda            | 128    |
| 4    | 4   | Lando Norris     | McLaren-Renault           | 65     |
| 5    | 23  | Alexander Albon  | Red Bull-Honda            | 64     |
| 6    | 3   | Daniel Ricciardo | Renault                   | 63     |
| 7    | 16  | Charles Leclerc  | Ferrari                   | 57     |
| 8    | 18  | Lance Stroll     | Racing Point-BWT Mercedes | 57     |
| 9    | 11  | Sergio Pérez     | Racing Point-BWT Mercedes | 56     |
| 10   | 10  | Pierre Gasly     | AlphaTauri-Honda          | 45     |

### Constructeurs
| Pos. | Constructeur              | Punten    |
| ---- | ------------------------- | --------- |
| 1    | Mercedes                  | 366       |
| 2    | Red Bull-Honda            | 192       |
| 3    | McLaren-Renault           | 106       |
| 4    | Racing Point-BWT Mercedes | 104 (119) |
| 5    | Renault                   | 99        |
| 6    | Ferrari                   | 74        |
| 7    | AlphaTauri-Honda          | 59        |
| 8    | Alfa Romeo-Ferrari        | 4         |
| 9    | Haas-Ferrari              | 1         |
| 10   | Williams-Mercedes         | 0         |